# Fotsialanana
Fotsialanana est une commune rurale malgache située dans la partie centre-est de la région d'Analanjirofo.